# Craugastor persimilis
Espèce
Synonymes
- Eleutherodactylus persimilis Barbour, 1926

Statut de conservation UICN

 VU B1ab(iii) : Vulnérable
Craugastor persimilis est une espèce d'amphibiens de la famille des Craugastoridae.

## Répartition
Cette espèce est endémique du Costa Rica. Elle se rencontre de 39 à 1 200 m d'altitude.

## Description
L'holotype mesure 17,5 mm.

## Publication originale
- Barbour, 1926 : New Amphibia. Occasional Papers of the Boston Society of Natural History, vol. 5 p. 191-194 (texte intégral).